# Daniel Nieto
Daniel Nieto (Marsiglia, 1947) è un criminale francese.

## Biografia
Membro del clan dei marsigliesi, una coalizione di mafiosi e rapinatori francesi, corsi e, tramite alleanze, italiani; divenne noto alle cronache quando si mise alla testa del sequestro di Giovanna Amati, figlia dell'industriale cinematografico Giovanni Amati e dell'attrice Anna Maria Pancani, il 12 febbraio 1978. La giovane fu rapita allo scopo di ottenere dal padre, a quei tempi ricco proprietario di molte sale cinematografiche a Roma, un riscatto di 800 milioni di lire.
Dopo la sua liberazione, molti giornali pubblicarono la notizia di un forte rapporto sentimentale di Giovanna con Nieto, poi arrestato dalla polizia proprio durante un incontro con l'ex rapita. Nieto fu condannato per questo e altri fatti collegati alle sue attività criminali a 18 anni di carcere nel 1980.

### Latitanza
Nel 1989 riuscì ad evadere mentre era in permesso premio, facendo perdere le sue tracce e dandosi alla latitanza.

### Arresto
Il 21 aprile 2010 durante un controllo ordinario della polizia ferroviaria su un treno diretto Milano-Ventimiglia, chinandosi per raccogliere il biglietto cadutogli mostrò involontariamente il geco tatuato sul collo, insospettendo gli agenti vista la natura del tatuaggio (uno dei simboli coi quali si distinguevano i carcerati negli anni settanta e ottanta) e l'età dell'uomo che lo portava. Dopo aver accertato la documentazione, dopo 12 ore fu confermato che si trattava del latitante francese ricercato da più di vent'anni, tradotto quindi al carcere Marassi di Genova per scontare gli ultimi 10 anni di condanna.